# Francis Renaud
Francis Renaud fue un escultor francés, nacido en Saint-Brieuc el año 1887 y fallecido el 1973.

## Datos biográficos
Nacido en Saint-Brieuc, Côtes d'Armor, Bretaña, Renaud estuvo asociado al resurgimiento de los ideales artísticos del nacionalismo bretón a comienzos del siglo XX. Fue miembro del movimiento Seiz Breur (fr:).
Sus primeros trabajos estuvieron próximos al estilo del Modernismo, influido por la obra de su tutor Jean Boucher.

## Obras
Fue el autor de numerosos monumentos funerarios en Brataña:
- La Pleureuse de Tréguier, monumento a los muertos de la villa, de inspiración pacifista.
- Los monumentos a los muertos de Saint-Brieuc y Ploufragan.
- El monumento del liceo Anatole Le Braz en Saint-Brieuc, en honor a los miembros de la resistencia del liceo durante la Segunda Guerra Mundial.